# Левчуновское сельское поселение
Левчуно́вское се́льское поселе́ние — муниципальное образование в составе Николаевского района Волгоградской области.
Административный центр — село Левчуновка.

## История
Левчуновское сельское поселение образовано 14 февраля 2005 года в соответствии с Законом Волгоградской области № 1005-ОД.

## Население
| 2010  | 2012  | 2013  | 2014  | 2015  | 2016  | 2017  |
| ----- | ----- | ----- | ----- | ----- | ----- | ----- |
| 1295  | ↘1267 | ↘1250 | ↘1229 | ↘1219 | ↘1198 | ↘1182 |
| 2018  | 2019  | 2020  | 2021  |       |       |       |
| ↘1180 | ↘1139 | ↘1135 | ↗1139 |       |       |       |

## Состав сельского поселения
| № | Населённый пункт | Тип населённого пункта       | Население |
| - | ---------------- | ---------------------------- | --------- |
| 1 | Левчуновка       | село, административный центр | 1005      |
| 2 | Пионер           | посёлок                      | 290       |
| 3 | Рыбный           | посёлок                      | 0         |